# Суперкубок Ватикана по футболу
Суперкубок Ватикана по футболу (итал. Supercoppa) — третий по значимости национальный футбольный турнир а Ватикане после чемпионата и Кубка.

## История турнира
Первый розыгрыш турнира был проведен в 2005 году. Начиная с сезона 2007 года право на участие в Суперкубке имеют победитель чемпионата Ватикана прошлого сезона и обладатель национального Кубка. 